# Lexington (Carolina del Sud)
Lexington és una població dels Estats Units a l'estat de Carolina del Sud. Segons el cens del 2000 tenia 9.793 habitants.

## Demografia
Segons el cens del 2000, Lexington tenia 9.793 habitants, 3.644 habitatges i 2.558 famílies. La densitat de població era de 665,7 habitants/km².
Dels 3.644 habitatges en un 40,5% hi vivien nens de menys de 18 anys, en un 55,9% hi vivien parelles casades, en un 12,3% dones solteres, i en un 29,8% no eren unitats familiars. En el 24,9% dels habitatges hi vivien persones soles el 7,5% de les quals corresponia a persones de 65 anys o més que vivien soles. El nombre mitjà de persones vivint en cada habitatge era de 2,51 i el nombre mitjà de persones que vivien en cada família era de 3,03.
Per edats la població es repartia de la següent manera: un 27,1% tenia menys de 18 anys, un 7,5% entre 18 i 24, un 39,6% entre 25 i 44, un 18,3% de 45 a 60 i un 7,5% 65 anys o més.
L'edat mediana era de 33 anys. Per cada 100 dones de 18 o més anys hi havia 96,3 homes.
La renda mediana per habitatge era de 53.865$ i la renda mediana per família de 65.694$. Els homes tenien una renda mediana de 44.883$ mentre que les dones 29.020$. La renda per capita de la població era de 23.416$. Entorn del 5,2% de les famílies i el 7,2% de la població estaven per davall del llindar de pobresa.

## Poblacions més properes
El següent diagrama mostra les poblacions més properes.